# Clarissenklooster (Hasselt)

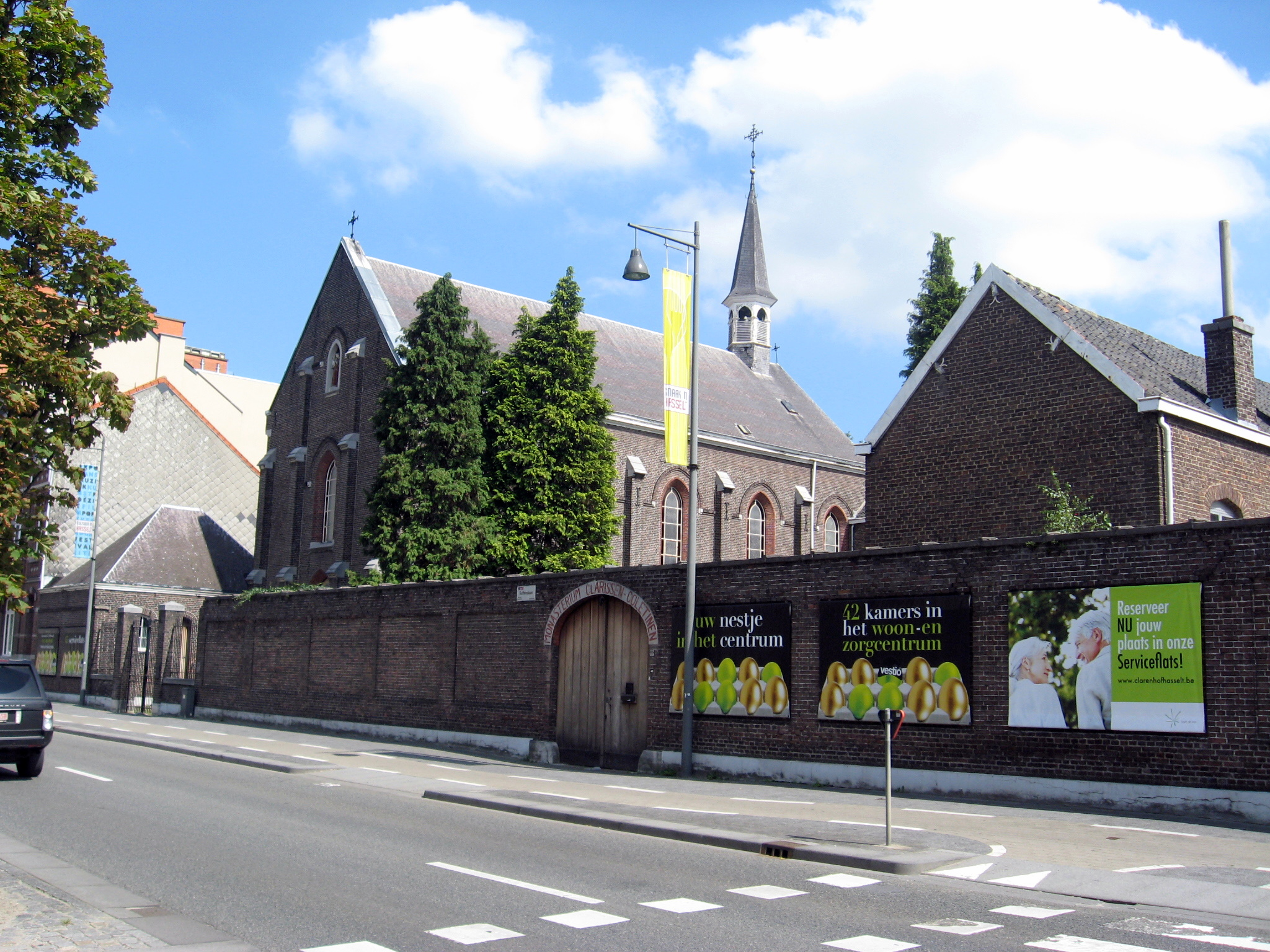
Clarissenklooster

Het Klooster van de zusters Clarissen-Coletinen was een klooster aan de Guffenslaan te Hasselt

## Gebouw
Het betrof een sober bakstenen kloostercomplex uit 1900, dat van de straat was afgesloten door een blinde muur, van een poort voorzien met opschrift: Monasterium Clarissen Coletinen. Het bevatte twee binnenplaatsen waaromheen de gebouwen, inclusief de neogotische kapel, waren gegroepeerd. De kapel werd in 1902 ingewijd. Deze was toegankelijk door een tweede poort. Rechts van de gebouwen bevond zich een tuin. De sobere kapel was voorzien van een dakruiter.

## Geschiedenis
De clarissen, afkomstig van het moederhuis te Roeselare, leefden in afzondering. Zij beoefenden het gebed en de Hasselaren kwamen de zusters levensmiddelen brengen in ruil voor gebed, bijvoorbeeld voor mooi weer. In 2004 vertrokken de vijf nog overgebleven zusters, deels naar een klooster in Genk, deels naar het klooster te Eindhoven. De kapel en de kloostergevel werden in 2008 beschermd als monument. In 2009 was er een open dag, waarna de verbouwingswerkzaamheden begonnen. Het kloostercomplex werd grotendeels gesloopt en er kwam een modern woonzorgcentrum voor in de plaats, dat in 2013 werd opgeleverd. De kapel bleef behouden en kreeg een kobaltblauwe gewelfschildering van de kunstenaar Nick Ervinck. Ook de toegangspoort in de blinde muur bleef bewaard.